# 生國魂祭
生國魂祭（いくたままつり）は、大阪市天王寺区にある生國魂神社の祭礼の一つ。毎年7月11日から12日にかけて行われ大阪三大夏祭りの一つに数えられている。

## 概要
大阪天満宮の天神祭が「川の天神」と称され「船渡御」が行われるのに対し、生國魂祭は「陸の生國魂」と称され「陸渡御」が行われる。陸渡御は生國魂神社の鎮座地であった大坂城に神社の御神体を納める渡御列である。
7月11日（宵宮）
- 子供太鼓
大阪市立生魂小学校の児童による太鼓[1]。
- 金銀神輿のお練り
天王寺区民の男衆、上宮高等学校や清風高等学校の生徒が参加[1]。

7月12日（本宮）
- 本宮祭神幸（かんこう）祭
渡御前に生國魂神社拝殿で執り行われる[2]。
- 渡御行事
生國魂神社から大阪城まで豊臣秀吉が奉納したと伝わる枕太鼓を先頭に2時間をかけて練り歩く渡御行事[1][3]。
- 元宮駐輦（もとみやちゅうれん）祭
渡御後に大阪城公園大手前芝生広場にある御旅所跡で執り行われ、伝統の手締め「生国魂締め」で締めくくる[2]。

## 歴史
渡御列は2000人を超える人々が参加するほど大規模だったが、太平洋戦争中の大阪大空襲で祭具や史料が失われたため長らく途絶していた。
1990年（平成2年）に略式の神輿が作製され車両による渡御が実施されるようになった。2014年（平成26年）には市民の寄付で御鳳輦（ごほうれん）が作製され渡御列の行事が完全に復活した。
2020年-2022年（令和2-4年）は、新型コロナウイルスによる感染拡大防止などのため渡御行事等が中止され、祭儀等のみ執り行われた。